# Liste des députés de la IIIe législature de la Quatrième République
 
Cet article donne la liste par ordre alphabétique des députés français de la IIIe législature de la  IVe République (1956-1958), proclamés élus les 2 janvier 1956.
Cette législature, ouverte le 19 janvier 1956, s'est terminée 5 décembre 1958.
- Haut – A
- B
- C
- D
- E
- F
- G
- H
- I
- J
- K
- L
- M
- N
- O
- P
- Q
- R
- S
- T
- U
- V
- W
- X
- Y
- Z

## A
- Pierre Abelin
- Paul Alduy
- Édouard Alliot
- Louis Alloin
- Pierre André
- Adrien André
- Fernand Angibault
- Gustave Ansart
- Marcel Anthonioz
- Paul Antier
- Paul Anxionnaz
- Sourou Migan Apithy
- René Arbeltier
- Charles Arbogast
- Franck Arnal
- Pascal Arrighi
- Emmanuel d'Astier de La Vigerie
- Jean-Hilaire Aubame
- Achille Auban

## B
- Raphaël Babet
- Paul Bacon
- Vincent Badie
- Albert de Bailliencourt
- Jean Balestreri
- Robert Ballanger
- Marcel Barbot
- Virgile Barel
- Paul Barennes
- Edmond Barrachin
- Noël Barrot
- Diawadou Barry
- André Barthélémy
- Jean Bartolini
- Marius Baryelon
- Armand d'Asson
- Alexandre Baurens
- Jean Baylac
- Jean Baylet
- Maurice Bayrou
- André Beauguitte
- Lucien Bégouin
- André Bégouin
- François Bénard
- Maurice Béné
- Charles Benoist
- Alcide Benoît
- Henry Bergasse
- Henri Berrang
- Alix Berthet
- Jean Berthommier
- Pierre Besset
- Robert Besson
- André Bettencourt
- Robert Bichet
- Georges Bidault
- Paul Billat
- René Billères
- François Billoux
- Jean Binot
- Léopold Bissol
- André Blondeau
- Albert Boccagny
- Baréma Bocoum
- Barthélémy Boganda
- Raymond Boisdé
- Roger Boisseau
- Fernand Bone
- Nazi Boni
- André Bonnaire
- Édouard Bonnefous
- Georges Bonnet
- Christian Bonnet
- Florimond Bonte
- Roland Boscary-Monsservin
- Jean Bouhey
- Alphonse Bouloux
- Henri Bourbon
- Roger Bouret
- Georges Bourgeois
- Maurice Bourgès-Maunoury
- Madeleine Boutard
- Rémy Boutavant
- Fernand Bouxom
- Marcel Bouyer
- Jean Brard
- Marius Bretin
- Edmond Bricout
- Henri Briffod
- Patrice Brocas
- Louis Bruelle
- Max Brusset
- Robert Bruyneel
- Robert Buron

## C
- Marcel Cachin
- Joseph Cadic
- Jean Cagne
- Henri Caillavet
- Raoul Calas
- Cyprien Calmel
- René Cance
- Marius Cartier
- Marcel Cartier
- Gilbert Cartier
- Laurent Casanova
- René Cassagne
- Edmond Castera
- Jules Catoire
- Jean Cayeux
- Paul Cermolacce
- Marcel Cerneau
- Aimé Césaire
- Jacques Chaban-Delmas
- Jean Chamant
- Robert Chambeiron
- Jean Charlot
- René Charpentier
- Paul Chastel
- Roger Chatelain
- Victor Chatenay
- Augustin Chauvet
- Said Mohamed Cheikh
- André Chène
- Marcel Cherrier
- Pierre de Chevigné
- Pierre de Boissonneaux de Chevigny
- Louis Christiaens
- Pierre Clostermann
- Edgar Cochet
- Georges Cogniot
- Paul Coirre
- André Colin
- Georges Mahaman Condat
- Joseph Conombo
- Arthur Conte
- Gaston Coquel
- Jean Cordillot
- Maurice Cormier
- Édouard Corniglion-Molinier
- Paul Coste-Floret
- Alfred Coste-Floret
- Pierre Cot
- Lionel Cottet
- Pierre Couinaud
- Ouezzin Coulibaly
- Pierre Coulon
- Pierre Courant
- Charles Courrier
- Robert Coutant
- René Couturaud
- Jean Cristofol
- Jean Crouan
- Jean Crouzier
- Eustache Cuicci
- Guy Cupfer

## D
- Léon Dagain
- Édouard Daladier
- Jean Damasio
- Marcel Darou
- Marcel David
- Jean-Paul David
- Albert Davoust
- Gaston Defferre
- Auguste Defrance
- Lucien Degoutte
- Germaine Degrond
- Maurice Deixonne
- René Dejean
- Camille Delabre
- Joseph Delachenal
- Jean Demarquet
- Antoine Demusois
- Alphonse Denis
- Albert Denvers
- Édouard Depreux
- Edmond Desouches
- Guy Desson
- Paul Devinat
- Tarsyle Dewasmes
- Mamadou Dia
- Saïfoulaye Diallo
- Jean Diat
- Hammadoun Dicko
- Jean Dides
- Marie-Madeleine Dienesch
- Joseph Dixmier
- Pierre Doize
- Henri Dorey
- Henri Dorgères
- Alexandre Douala Manga Bell
- Pierre Doutrellot
- Pierre Dreyfus-Schmidt
- Raymond Dronne
- Louis Dubois
- Maurice Duchoud
- Jacques Duclos
- Hippolyte Ducos
- André Dufour
- Roland Dumas
- Jeannil Dumortier
- Louis Dupont
- Gérard Duprat
- Joannès Dupraz
- Marc Dupuy
- Jules Duquesne
- Marius Durbet
- Jean Durroux
- Roger Duveau
- Eugénie Duvernois

## E
- Arabi El Goni
- Émile Engel
- Yvonne Estachy
- Louis Eudier
- Just Évrard

## F
- Jacques Faggianelli
- Étienne Fajon
- Roger Faraud
- Maxime Fauchon
- Maurice Faure
- Edgar Faure
- Jean Febvay
- Pierre de Félice
- Jacques Féron
- Pierre Ferrand
- Joseph Ferrand
- Joseph Fontanet
- Jacques Fourcade
- Eugène Fourvel
- François-Marie Bénard
- Édouard Frédéric-Dupont
- Roger Fulchiron

## G
- Pierre Gabelle
- Roger Gaborit
- Mathilde Gabriel-Péri
- Étienne Gagnaire
- Félix Gaillard
- Georges Gaillemain
- Émilienne Galicier
- Georges Galy-Gasparrou
- Joseph  Garat
- Roger Garaudy
- Pierre Garet
- Louis Garnier
- Édouard Gaumont
- André Gautier
- Louis Gautier-Chaumet
- Jacques Gavini
- André Gayrard
- Albert Gazier
- Maurice Georges
- Raymond Gernez
- François Giacobbi
- Rosan Girard
- Pierre Girardot
- Valéry Giscard d'Estaing
- Georges Gosnat
- Paul Gosset
- Jean Goudoux
- Félix Gouin
- Robert Gourdon
- Paul Goussu
- Gilles Gozard
- Auguste Grandin
- Élise Grappe
- Fernand Grenier
- Nicolas Grunitzky
- Rose Guérin
- Germain Guibert
- Maurice Guichard
- Georges Guille
- Pierre Guillou
- Marcel Guislain
- Henri Guissou
- Antoine Guitton
- Jean-Raymond Guyon
- Raymond Guyot

## H
- Émile Halbout
- Hamani Diori
- Marcel Hamon
- Georges Helluin
- Pierre Hénault
- Henri Henneguelle
- Charles Hernu
- Édouard Herriot
- Robert Hersant
- Jean Houdremont
- Félix Houphouët-Boigny
- Léon Hovnanian
- Robert Huel
- Émile Hugues
- André Hugues

## I
- René Icher
- Paul Ihuel
- Jacques Isorni

## J
- Michel Jacquet
- Louis Jacquinot
- Gérard Jaquet
- Guy Jarrosson
- Léon Jégorel
- Auguste Joubert
- Bernard Jourd'hui
- Pierre Juge
- Gaston Julian
- Georges Juliard
- Pierre July
- Georges Juskiewenski
- Max Juvénal

## K
- Modibo Keïta
- Félix Kir
- Joseph Klock
- Pierre Kœnig
- Mamadou Konaté
- Maurice Kriegel-Valrimont

## L
- Guy La Chambre
- Jean Laborbe
- Henri Lacaze
- Robert Lacoste
- Bernard Lafay
- Henri Laforest
- Raymond Lainé
- Jean Lainé
- Albert Lalle
- Jean Lamale
- Charles Lamarque-Cando
- Lucien Lambert
- René Lamps
- Joseph Laniel
- Pierre-Olivier Lapie
- Pierre Lareppe
- Tony Larue
- Raymond Larue
- Camille Laurens
- Jean Le Bail
- Guillaume Le Caroff
- André Le Floch
- Jean-Marie Le Pen
- Alexis Le Strat
- André Le Troquer
- Claude Leclercq
- Constant Lecœur
- Robert Lecourt
- Francis Leenhardt
- Francine Lefébvre
- Raymond Lefranc
- Jean Lefranc
- Fernand Legagneux
- Jean Legendre
- Roger Léger
- Max Lejeune
- Maurice Lemaire
- Rachel Lempereur
- Maurice Lenormand
- André Lenormand
- Pierre de Léotard
- Roland Leroy
- Jean Lespiau
- Léandre Létoquart
- Marcel Levindrey
- Jean de Lipkowski
- Émile Liquard
- Gabriel Lisette
- Jean Llante
- Kléber Loustau
- Jean-Marie Louvel
- Maurice Lucas
- Émile Luciani
- Charles Lussy
- Étienne Lux

## M
- Adrien Mabrut
- Hubert Maga
- Mahmoud Harbi
- Pierre Mailhé
- René Malbrant
- Alfred Malleret-Joinville
- Robert Manceau
- Bernard Manceau
- André Mancey
- Hervé Mao
- Raymond Marcellin
- Charles Margueritte
- René Mariat
- André Marie
- Fernand Marin
- André Maroselli
- Georges Marrane
- Henri Martel
- Robert Martin
- Gilbert Martin
- Madeleine Marzin
- Jean Masse
- Jean Masson
- Albert Maton
- Nicolas Maurice
- Michel Maurice-Bokanowski
- Daniel Mayer
- Antoine Mazier
- Pierre Mazuez
- André-Marie Mbida
- Henri Meck
- Jean Médecin
- Alexis Méhaignerie
- Pierre Mendès France
- François de Menthon
- André-François Mercier
- André Mercier
- Marcel Mérigonde
- Toussaint Merle
- Pierre Métayer
- Pierre Meunier
- Jean Meunier
- Louis Michaud
- Maurice Michel
- Lucien Midol
- André Mignot
- Jean Minjoz
- François Mitterrand
- Jules Moch
- Guy Mollet
- Raymond Mondon
- Raymond Mondon
- Philippe Monin
- Pierre Monnerville
- René Monnier
- Jean Montalat
- André Monteil
- Pierre Montel
- Eugène Montel
- Albert Mora
- Jean Moreau
- Roger Morève
- Vincent de Moro-Giafferi
- Roland de Moustier
- Adrien Mouton
- André Moynet
- Auguste Mudry
- Arthur Musmeaux
- André Mutter

## N
- Marcel-Edmond Naegelen
- Pierre Naudet
- Robert Nerzic
- Lucien Nicolas
- Jules Ninine
- Robert Nisse
- Marcel Noël
- Arthur Notebart

## O
- Fernand Ortlieb
- Louis Orvoën
- Gérard Ouedraogo

## P
- René Pagès
- Jean Palmero
- Claude Panier
- Aimé Paquet
- André Parmentier
- Jean-Pierre Parrot
- Gabriel Paul
- Antonin Paulin
- Bernard Paumier
- Eugène Pébellier
- Alexis Pelat
- Marcel Pélissou
- Paul Pelleray
- René Penoy
- Alphonse Penven
- Maurice Perche
- Yves Péron
- Pierre Perroy
- Robert Pesquet
- Guy Petit
- Pierre Pflimlin
- Georges Pianta
- André Pierrard
- Olivier de Pierrebourg
- Jacques Piette
- Antoine Pinay
- Christian Pineau
- Joseph Pinvidic
- Georges Pirot
- Rolland Plaisance
- Victor Plantevin
- Maurice Plantier
- René Pleven
- Maurice Poirot
- Pierre Pommier
- Henri Pourtalet
- Pierre Pranchère
- Jeannette Prin
- Victor Priou
- Georges Prisset
- Albert Privat
- Jean Pronteau
- Louis Prot
- Victor Provo
- Louis Puy

## Q
- Henri Queuille
- Antoine Quinson

## R
- Maria Rabaté
- Zzz Rakotovelo
- Paul Ramadier
- Hippolyte Ramel
- Arthur Ramette
- Édouard Ramonet
- Roger Ranoux
- Jean Raymond-Laurent
- René Regaudie
- François Reille-Soult
- Adrien Renard
- Victor Reoyo
- Joseph Rey
- Paul Reynaud
- Alfred Reynès
- Renée Reyraud
- Paul Ribeyre
- Jean Rieu
- Germain Rincent
- Georges Ritter
- Gilberte Roca
- Waldeck Rochet
- Marcel Roclore
- Jacques Rolland
- Félix Roquefort
- Roger Roucaute
- Gabriel Roucaute
- Charles Rousseau
- Joannès Ruf
- Hubert Ruffe
- Marcelle Rumeau

## S
- Léon Sagnol
- Jean Salliard du Rivault
- Adrien Salvetat
- André Sanglier
- Raoul Sauer
- Jean Sauvage
- André Savard
- Alain Savary
- Joseph Schaff
- Adrien Scheider
- Albert Schmitt
- Pierre Schneiter
- Robert Schuman
- Maurice Schumann
- Pierre Ségelle
- Jean Seitlinger
- Léopold Sédar Senghor
- N'Diaye Sidi el Moktar
- Maurice Simonnet
- Fily Dabo Sissoko
- Michel Soulié
- Pierre Souquès
- Jean Sourbet
- André Soury
- Jacques Soustelle

## T
- René Tamarelle
- François Tanguy-Prigent
- Julien Tardieu
- Jean Félix-Tchicaya
- Pierre-Henri Teitgen
- Emmanuel Temple
- Mathieu Teulé
- Henri Thamier
- Henri Thébault
- Marcel Thibaud
- Édouard Thibault
- Jules Thiriet
- Eugène Thomas
- Alexis Thomas
- Ennemond Thoral
- Maurice Thorez
- Lionel de Tinguy du Pouët
- Furcie Tirolien
- Camille Titeux
- Jean-Louis Tixier-Vignancour
- Marie Tony-Révillon
- Ahmed Sékou Touré
- André Tourné
- Auguste Tourtaud
- Henri Trémolet de Villers
- Raphaël Trémouilhe
- Raymond Triboulet
- Jean Tricart
- Philibert Tsiranana
- Daniel Tubach
- Jean Turc
- René Tys

## U
- Henri Ulrich

## V
- Paul Vahé
- Marie-Claude Vaillant-Couturier
- Camille Vallin
- Francis Vals
- Marcel Varvier
- Jacques Vassor
- Lucien Vaugelade
- Philippe Vayron
- Henri Védrines
- Robert Verdier
- Paul Vergès
- Jeannette Vermeersch
- Emmanuel Véry-Hermence
- Félix Viallet
- Charles Viatte
- Jean-Louis Vigier
- Joseph Vignal
- Valentin Vignard
- Jean Villard
- Pierre Villon
- Pierre Vitter
- André Vuillien

## W
- Joseph Wasmer